# عزت‌الله حلیموف
عزت‌الله حلیموف جماعت و شهرکی در کشور تاجیکستان است که در ناحیهٔ نورآباد ناحیه‌های تابع جمهوری قرار دارد. جمعیت این جماعت ۵۰۴۶ است.